# Palmera de Xile
La palmera de Xile (Jubaea chilensis) és l'única espècie del gènere Jubaea dins la família de les palmeres (Arecaceae). És nativa del sud-oest d'Amèrica del Sud, d'on és endèmica a una petita part del centre de Xile entre les latituds 32°S a 35°S al sud de les regions de Coquimbo, Valparaíso, Santiago metropolitana, O'Higgins i nord de la de Maule.

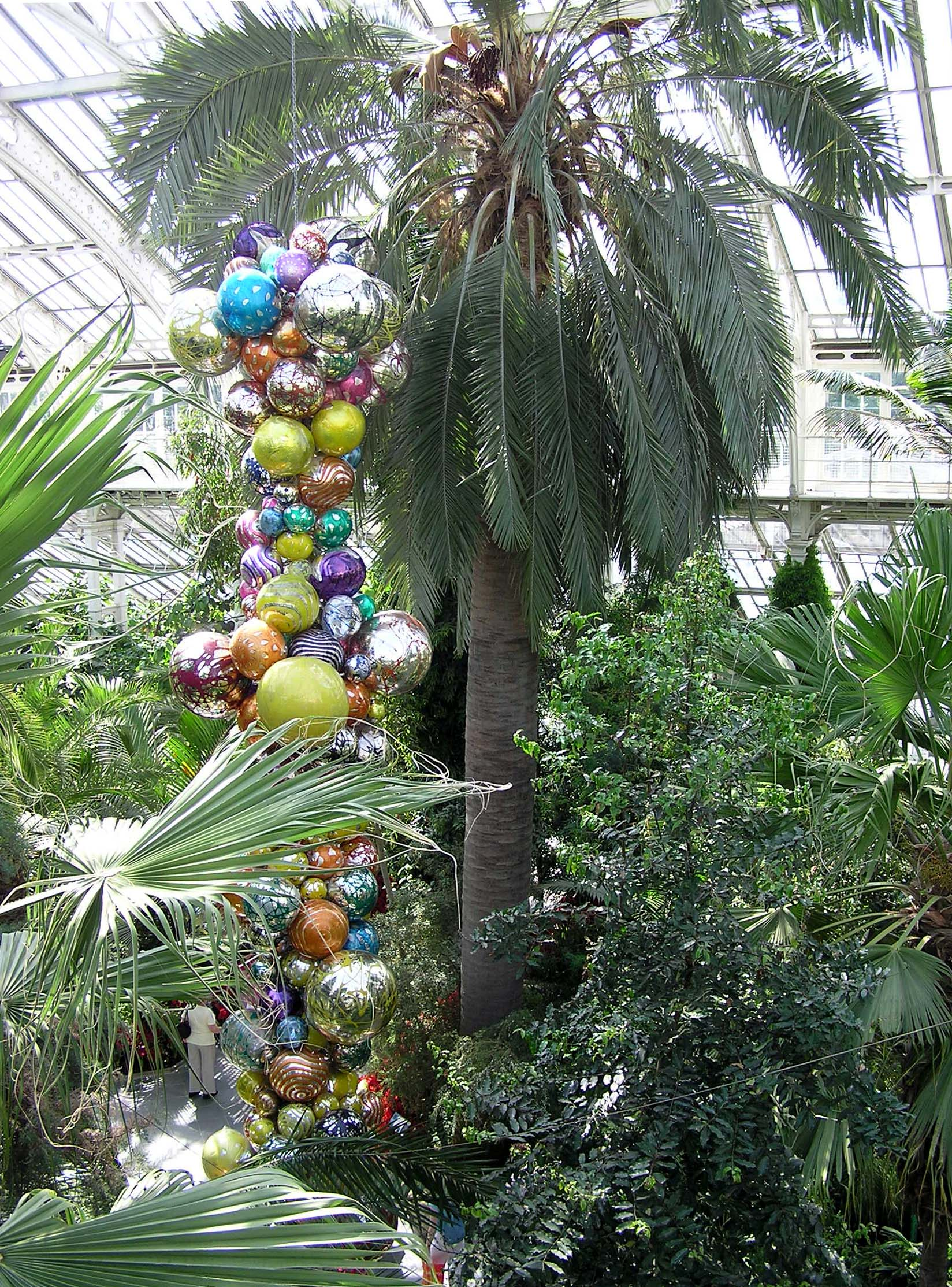
Jubaea a Royal Botanic Gardens de Kew

El gènere rep el nom de Juba II, un rei berber i botànic. Aquesta palmera arriba a amidar 25 m d'alt amb un diàmetre de tronc d'1,3 m. És un arbre monoic de fulla perenne amb un tronc cilíndric, llis i amb una inflorescència en forma de plomall. Les seves fulles fan de 3 a 5 m de llarg i són pinnades. Li cal hiverns temperats però tolera gelades de fins -15 °C, i també estius relativament frescos, fent-la una de les palmeres més resistents al fred d'entre les de fulles pinnades. En el seu hàbitat natural creix fins als 1.400 msnm. Se'n fa vi de palma i mel de palma. Produeix uns fruits comestibles, molt dolços, similars als cocos, però molt més petits.
Al contrari que en altres palmeres on es fan incisions per recollir-ne la saba cal tallar tot l'arbre i això el posa en perill d'extinció. Per produir el vi cal sagnar l'única gemma apical de la palmera, la qual cosa provoca l'exsudació de litres de saba molt rica en sucres. La fermentació d'aquesta saba produeix el vi, però comporta també la mort de la planta. A causa d'aquesta explotació, actualment és una espècie protegida, i la producció de vi està regulada. Les seves poblacions s'han reduït molt i en l'actualitat només ocupa petites extensions al fons d'algunes valls de la zona central.